# El Cisne (Chile)
El Cisne es una localidad costera que pertenece administrativamente a la comuna de Hualaihué, Provincia de Palena, Región de los Lagos (Chile). 
Se encuentra a 3 kilómetros de El Varal, 10 kilómetros de Hualaihué Puerto y 26 kilómetros de la capital comunal Hornopirén. En Hualaihué Puerto se encuentra el Aeródromo Hualaihué y en Hornopirén se encuentra el Aeródromo Hornopirén, que permite su conectividad aérea con la capital regional, Puerto Montt.